# Uchówka ślimakowata
Uchówka ślimakowata (Otidea cochleata (L.) Fuckel) – gatunek grzybów należący do rodziny uchówkowatych (Otideaceae).

## Systematyka i nazewnictwo
Pozycja w klasyfikacji według Index Fungorum: Otidea, Otideaceae, Pezizales, Pezizomycetidae, Pezizomycetes, Pezizomycotina, Ascomycota, Fungi.
Po raz pierwszy opisał w 1753 r. Karol Linneusz, nadając mu nazwę Peziza cochleata. Obecną, uznaną przez Index Fungorum nazwę nadał mu w roku 1870 Leopold Fuckel.
Ma 8 synonimów. Niektóre z nich:
- Cochlearia cochleata (L.) Lambotte 1887
- Otidea umbrina (Pers.) Bres 1898[2].

Polska nazwa wg M.A. Chmiel.

## Morfologia
Owocnik
Średnica 2–11 (15) cm, jasnobrązowy, umbrowy, rdzawobrązowy, czerwonobrązowy, skórzastobrązowy, nieco fioletowobrązowy, wewnątrz ciemnobrązowy, w kształcie ucha, ślimakowaty, z brzegiem silnie wywiniętym do góry. Miąższ brązowawy, ochrowo brązowy, twardy, kruchy, bez wyraźnego zapachu i smaku.
Cechy mikroskopowe
Zarodniki białe, przezroczyste, 12–17 × 5,5–7,5 µm, długie, elipsoidalne, z dwiema gutulami, Q = 1,9–2,5. Worki 80–170 × 10–13 µm, 8-zarodnikowe. Parafizy nitkowate, zakrzywione na wierzchołku, nieco maczugowate z brązowym pigmentem wewnątrzkomórkowym. Komórki brzeżne cylindryczne z 2–3 przegrodami.
Jest wiele podobnych gatunków. Pewna identyfikacja uchówki oślej możliwa jest tylko badaniem mikroskopowym.

## Występowanie i siedlisko
Uchówka ślimakowata znana jest głównie w Europie, poza nią podano tylko nieliczne stanowiska w Ameryce Północnej i Azji. W Polsce M.A. Chmiel w 2003 r. przytoczyła 17 stanowisk, w późniejszych latach podano kilka następnych, najbardziej aktualne podaje internetowy atlas grzybów. Znajduje się w nim na liście gatunków zagrożonych, wartych objęcia ochroną.
Grzyb naziemny, saprotrof. Jest to rzadki europejski gatunek występujący pojedynczo lub w niewielkich grupach na leśnej glebie. Owocniki pojawiają się od wiosny do późnej jesieni.